# Załęscy herbu Prus III

Herb Prus III

Załęscy herbu Prus III – polska rodzina szlachecka.
Załęscy, pieczętujący się herbem Prus III, pochodzili z pow. tarczyńskiego, skąd wzięli na początku XV w. nazwisko od dóbr Załęże Wielkie (Magna Zalanze). Wówczas książę Janusz I, nadał je Adamowi ze Słubic (również w pow. tarczyńskim) z przywołaniem prawa chełmińskiego. Na pamiątkę swoich przodków piszących się ze Słubic, Załęscy używali często przydomek Ślubicz. W XVI w. przedstawiciele tej rodziny pełnili urzędy ziemskie na Mazowszu, m.in.: podczaszego i podstolego zakroczymskiego oraz stolnika czerskiego. W 1523 r.  przedstawili sądowi swoje prawo nieodpowiednie Prusów, świadczące o ich pochodzeniu od nobilów pruskich Obizora i Windyki, którzy przybyli na Mazowsze z Prus pod koniec XIII w. Rodzina ta następnie rozsiedliła się na Rusi Czerwonej. Byli legitymowani przed Sanockim Sądem Ziemskim w 1782 r. i Wydziale Stanów w 1836 r.
Często mylono przedstawicieli tej rodziny z inną możną rodziną z Wołynia i woj. czernihowskiego, Załęskich, pieczętujących się herbem Prus I.

## Przedstawiciele rodu
- Edmund Załęski (1863-1932) – chemik, agrotechnik, hodowca roślin
- Feliks Załęski (ok. 1785-1860) – pułkownik WP, uczestnik wojen napoleońskich, Powstaniec Listopadowy, kawaler orderu Virtuti Militari i Legii Honorowej
- Jan Erazm Maksymilian Ślubicz-Załęski (1840-1897) – Powstaniec Styczniowy
- Juliusz Załęski (1834-1903) – członek Towarzystwa Rolniczego w Królestwie Polskim, naczelnik Cywilnej Organizacji Powstańczej w Sandomierskiem Powstania Styczniowego
- Maciej Załęski (ok. 1660-1710) – podkomorzy W. Ks. Litewskiego, miecznik czerski